# نقطه شکست (فیلم)
نقطه شکست (به انگلیسی: Break Point) فیلمی محصول سال ۲۰۱۴ و به کارگردانی جی کاراس است. در این فیلم بازیگرانی همچون جرمی سیستو، دیوید والتون، ایمی اسمارت، جاشوا راش، وینسنت ونترسکا، آدام دیواین، جی.کی. سیمونز و کریس پارنل ایفای نقش کرده‌اند.